# Октябрьский (Кусинский район)
Октя́брьский — посёлок в Кусинском районе Челябинской области. Входит в состав Злоказовского сельского поселения.

## География
Через посёлок протекает река Биткалы. Расстояние до районного центра, Кусы, 12 км.

## Население
| 2002 | 2010 |
| ---- | ---- |
| 266  | ↘212 |

По данным Всероссийской переписи, в 2010 году численность населения посёлка составляла 212 человек (99 мужчин и 113 женщин).

## Улицы
Уличная сеть посёлка состоит из 7 улиц.